# KS Pałac Bydgoszcz
KS Pałac Bydgoszcz (Klub Sportowy Pałac Bydgoszcz) ist ein polnischer Volleyball-Verein in Bydgoszcz, der in der ersten polnischen Liga spielt. Mitglieder sind ausschließlich weibliche Personen.

## Geschichte
Die Gründung erfolgte 1982 als Vereinigung zur Förderung des Schulvolleyballs in Bydgoszcz. Der Verein bestand daher zu Anfang überwiegend aus Juniorinnen. Mit dem Vorstand und dem damaligen Trainer Waldemar Sagan erarbeitete man einen Plan, der als Hauptziel eine stufenweise voranschreitende Verstärkung des Teams und den damit verbundenen Aufstieg in die II. Liga vorsah.
In der Saison 1982/1983 spielte die Mannschaft in einer unterklassigen überregionalen Liga. Der Erstplatzierte dieser Ausscheidungen war dazu berechtigt direkt in Liga II aufzusteigen. Der KS Pałac konnte die Saison auf dem dritten Tabellenplatz beenden. Ähnlich verlief auch die Saison 1983/1984.
Den ersten Erfolg erlangte das Team in der Saison 1984/1985. Der ersten Mannschaft gelang unter Trainer Henryk Borowski der Aufstieg in Liga II.
In den folgenden Jahren zeigten die Spielerinnen eine stetig besser werdende Form und konnten somit immer mehr Erfolge verbuchen. Schließlich gelang es dem Team unter dem Trainer-Duo Henryk Borowski und Waldemar Sagan in die B-Gruppe der ersten Liga aufzusteigen.
Bereits zwei Jahre später gewann KS Pałac den polnischen Pokal und konnte sich noch dazu für die A-Gruppe der ersten Liga qualifizieren.
In der darauffolgenden Saison 1992/1993 gewann das Team, das unter dem Namen „Pałac/Samsung“ antrat, die polnische Meisterschaft. Im damaligen Kader war schon Ewa Kowalkowska, die bis heute noch für Bydgoszcz spielt.
Bis zum Jahre 1998 konnte die Mannschaft keine nationalen Titel holen. Doch dann gelang es als „Pałac/Centrostal/Eltra“ die Bronzemedaille in der polnischen Meisterschaft zu erhalten.
In der Saison 1999/2000 gelang es dem Team als „Bank Pocztowy/GCB/Gazeta Pomorska“ zum zweiten Mal den polnischen Pokal zu erlangen.
Ein Jahr später schafften es die Spielerinnen, die Saison auf dem zweiten Platz zu beenden.
Zum ersten Mal international von sich hören ließ das Team 2001/2002, als die Spielerinnen in ihrer ersten internationalen Saison auf Anhieb den dritten Platz im Top Teams Cup belegten. Ebenfalls den dritten Platz sicherte man sich in der polnischen Liga.
2007 schloss die Mannschaft die Saison auf dem dritten Tabellenplatz ab und hat damit die Berechtigung an internationalen Turnieren teilzunehmen.
In der Saison 2007/08 stieg Pałac in die zweite Liga ab. Dank des Rückzugs von AZS Poznań verblieb der Verein jedoch in der höchsten Spielklasse.

## Spielstätte
KS Pałac trägt seine Heimspiele in der Halle Łuczniczka aus. Die „Hala sportowo-widowiskowa Łuczniczka“ wurde am 11. Oktober 2002 eröffnet und bietet 8.000 Menschen Platz. Sie ist eine der modernsten Hallen Polens. Jährlich finden dort Volleyball-Länderspiele sowie andere internationale Turniere statt.

## Nationalmannschaft
Die Jugendarbeit des KS Pałac brachte bis 2007 über zwanzig Nationalspielerinnen aus verschiedenen Altersgruppen hervor.